# Parque Comercial Isla de Corfú
El Parque Comercial Isla de Corfú se encuentra en la ciudad española de Alicante. Está situado en el barrio de Juan Pablo II, en el tramo de la Gran Vía denominado avenida del Doctor Jiménez Díaz.

## Descripción
Propiedad del Grupo Cívica, es un parque comercial que recibe su nombre de la adyacente calle de la isla de Corfú. Fue creado al urbanizarse en el barrio de Polígono San Blas los  PAU 1 y PAU 2, hoy barrios de Juan Pablo II y La Torreta respectivamente. Las buenas comunicaciones, con la Gran Vía, y el gran crecimiento residencial del lugar, propiciaron la instalación de grandes firmas comerciales en la zona. El supermercado Lidl fue el primero, y a continuación se comenzó a levantar el gran edificio comercial contiguo de Isla de Corfú para acoger otros establecimientos comerciales. Su promotor fue el empresario alicantino Enrique Ortiz Selfa, en cuyos terrenos fue construido.
En la actualidad cuenta con varios supermercados como Mercadona y Supeco, un gimnasio y otros establecimientos como Kiabi, Sprinter, Pepco, Juguetilandia, Domino's Pizza, Burger King, Jysk o KFC.